# Convention nationale républicaine de 2020
La Convention nationale républicaine de 2020 est une convention de nomination présidentielle au cours de laquelle les délégués du Parti républicain des États-Unis ont sélectionné les candidats du parti aux postes de président et de vice-président lors de l'élection présidentielle américaine de 2020. En raison de la pandémie de COVID-19 aux États-Unis, les plans de convocation d'une convention traditionnelle à grande échelle ont été annulés quelques semaines avant la convention. La convention s'est tenue du 24 au 27 août 2020. Les principaux sites sont le Charlotte Convention Center à Charlotte, en Caroline du Nord, et l'Auditorium Andrew W. Mellon à Washington, avec de nombreux autres lieux éloignés également utilisés. La convention a renommé le président Donald Trump et le vice-président Mike Pence.
La convention devait initialement se tenir au Spectrum Center de Charlotte, en Caroline du Nord, mais le 2 juin 2020, Trump et le Comité national républicain ont retiré l'événement de Charlotte après que le gouvernement de l'État de Caroline du Nord ait refusé d'accepter les demandes de Donald Trump d'autoriser la convention à se dérouler avec une foule nombreuse et sans mesures de santé publique conçues pour empêcher la propagation de la pandémie COVID-19, telles que la distanciation sociale et le port du masque. Donald Trump a ensuite annoncé que la convention serait déplacée à Jacksonville, en Floride, mais a annulé les plans de la convention de Jacksonville le 23 juillet. Certaines procédures de convention, bien que considérablement réduites en échelle, sont toujours programmées pour être tenues à Charlotte, telles que « les petites réunions d'affaires formelles. » Les débats de Charlotte seront fermés à la presse et diffusés en direct. Le parti prévoit ensuite d'organiser les événements et les festivités, y compris le discours d'ouverture de Donald Trump, à distance depuis divers endroits. Par tradition, parce que les républicains occupent actuellement la présidence, leur convention se tient après la Convention nationale démocrate de 2020, qui s'est tenue du 17 au 20 août. L'ancienne directrice de la gestion et de l'administration de la Maison-Blanche, Marcia Lee Kelly, a été nommée présidente et chef de la direction de la convention en avril 2019,.
Trump n'a fait face qu'à une opposition symbolique lors des primaires et des caucus républicains, et a remporté l'investiture républicaine en mars 2020, lorsqu'il a atteint 1276 délégués promis.[réf. nécessaire]

## Contexte

### Sélection originale du site
Las Vegas, Nevada et Charlotte, en Caroline du Nord, ont été mentionnées comme des emplacements possibles pour la Republican National Convention (RNC) de 2020 en raison de leur emplacement dans des « États pivots ». Aucune des deux villes n'avait jamais accueilli de convention nationale républicaine, bien que Charlotte ait accueilli la convention nationale démocrate de 2012 . Une station de télévision de Charlotte, WBTV, a rapporté que Charlotte, Las Vegas, et « une autre ville anonyme du Texas, dont les sources lors de la réunion ont dit être probablement Dallas ou San Antonio » étaient finalistes pour accueillir la convention. D'autres sources ont appelé Dallas, Texas, et New York City, État de New York, comme hôtes potentiels, tandis que Las Vegas, Nevada, ; Nashville, Tennessee ; Philadelphie, Pennsylvanie ; et San Antonio, Texas, avaient été examinés plus tôt. Cependant, Charlotte est la seule ville du pays à avoir candidaté officiellement pour accueillir la convention. Le 18 juillet 2018, le comité de sélection du site de la RNC a voté à l'unanimité pour recommander la tenue du congrès à Charlotte. Le Comité national républicain a officialisé la sélection le 20 juillet.
À la suite du rassemblement du président Trump à Greenville, en Caroline du Nord, le conseil municipal de Charlotte a proposé de retirer sa candidature pour accueillir la convention. Les neuf démocrates du conseil municipal ont voté sur une mesure qualifiant Donald Trump de raciste pour sa déclaration (« de bonnes personnes des deux côtés » du débat sur la statue). La ville s'est réunie à huis clos avec un avocat concernant leur contrat pour accueillir la convention. Il a été conclu que la rupture du contrat se terminerait probablement par la poursuite en justice de la ville et la contrainte d’accueillir la convention. Une résolution a finalement été approuvée par le conseil municipal de Charlotte.

### Déménagement et annulation

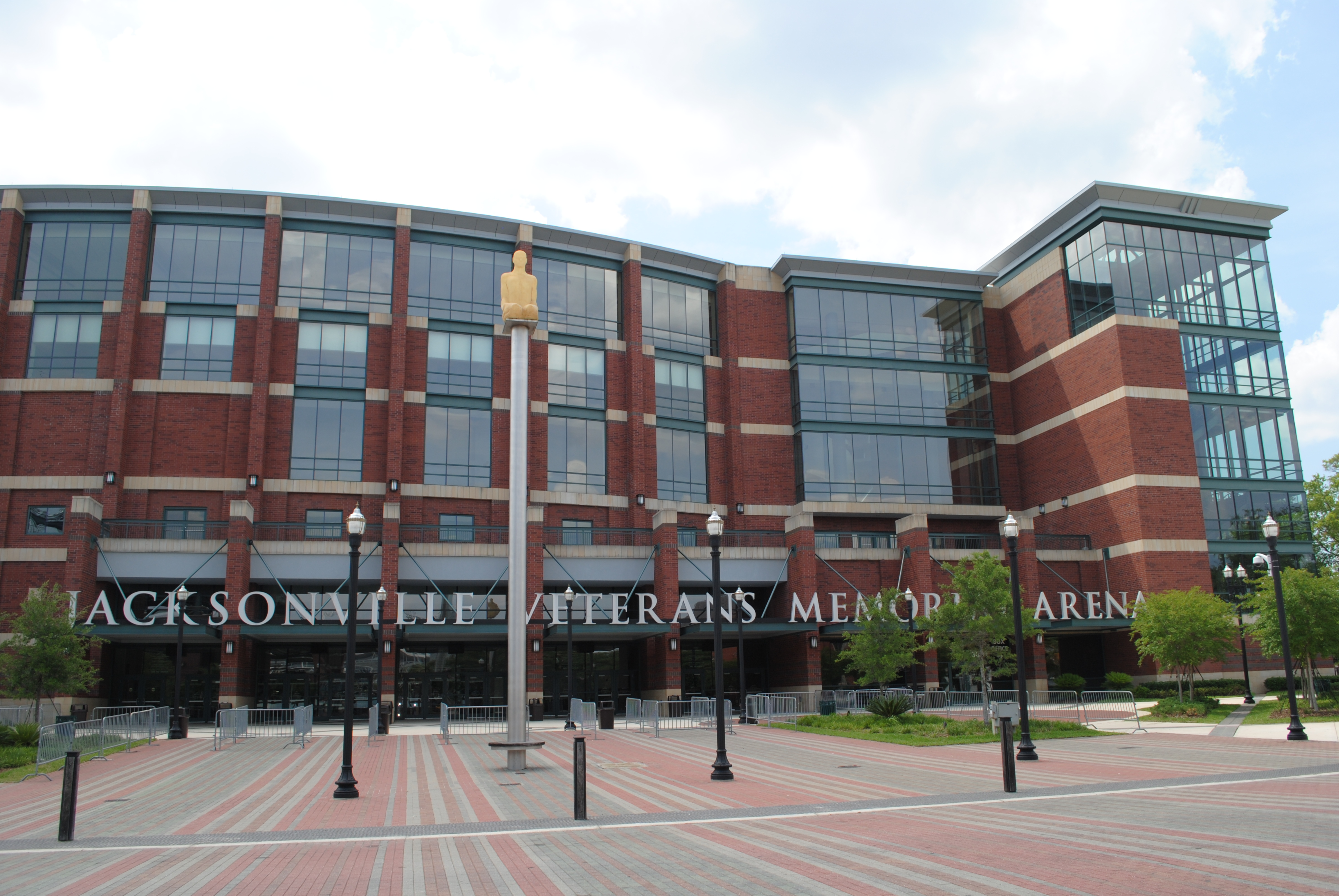
Le Vystar Veterans Memorial Arena à Jacksonville, en Floride, devait être le site principal de la Convention nationale républicaine de 2020.

Le 25 mai 2020, Donald Trump a évoqué la possibilité de déplacer la convention hors de Charlotte après que le gouverneur de la Caroline du Nord, Roy Cooper, a déclaré que la convention devrait être réduite en raison de la pandémie de Covid-19. Le 2 juin 2020, après des semaines d'échecs de négociations, le gouverneur Cooper a rejeté les plans soumis par le Parti républicain pour accueillir une convention à grande échelle. Donald Trump a annoncé l'annulation par tweet, déclarant : « À cause de [Cooper], nous sommes maintenant obligés de chercher un autre État pour accueillir la Convention nationale républicaine de 2020 »[réf. nécessaire].
Les responsables du RNC ont souligné que la mécanique de la convention se tiendrait toujours à Charlotte. « Le comité exécutif du RNC a voté à l'unanimité pour permettre aux affaires officielles de la convention nationale de se poursuivre à Charlotte. De nombreuses autres villes sont impatientes d'accueillir l'acceptation de la nomination par le président, et nous sommes actuellement en pourparlers avec plusieurs d'entre elles pour accueillir cette célébration », a déclaré le directeur des communications de RNC, Michael Ahrens[réf. nécessaire].
Les responsables du Comité national républicain auraient considéré des villes comme Atlanta, en Géorgie, Dallas, Jacksonville, Floride, Nashville, Tennessee, La Nouvelle-Orléans, Orlando, Floride, Phoenix et Savannah (Géorgie), et même visité certaines de ces villes,,.
Le 11 juin, le Comité national républicain a confirmé que les principaux événements et discours de la convention seraient déplacés à Jacksonville, en Floride, y compris le discours d'acceptation de la nomination de Trump le 27 août au VyStar Veterans Memorial Arena. Cependant, les affaires officielles de la convention resteront à Charlotte avec un ordre du jour et un nombre de délégués considérablement réduits,. Le 24 août devait voir une partie de la convention organisée à Charlotte, les trois jours suivants de la convention se tenant à Jacksonville.
Le 16 juillet, le comité organisateur de la Convention nationale républicaine de Jacksonville a envoyé une lettre annonçant qu'en plus du VyStar Veterans Memorial Arena, d'autres lieux de Jacksonville seraient utilisés, notamment le TIAA Bank Field, le Daily's Place, le 121 Financial Park et plusieurs autres lieux.
Cependant, avec l'explosion des cas de COVID-19 culminant à plus de 15 000 cas par jour à la mi-juillet la possibilité que la convention de Jacksonville soit également annulée a commencé à être discutée[réf. nécessaire]. Plusieurs des restrictions de santé locales à Charlotte qui avaient incité le RNC à chercher un endroit différent - les exigences pour que les gens portent des masques et pratiquent la distanciation sociale - ont ensuite été adoptées par Jacksonville. Le sénateur Chuck Grassley, âgé de 86 ans, a déclaré qu'il ignorerait la convention pour la première fois en 40 ans en raison du risque de COVID-19.
Le 23 juillet, Trump a annoncé que les événements RNC prévus à Jacksonville, en Floride, avaient été annulés, déclarant : « Le moment choisi pour l'événement n'est pas le bon ». Cependant, Trump a également annoncé que les activités de délégation se poursuivraient toujours à Charlotte.

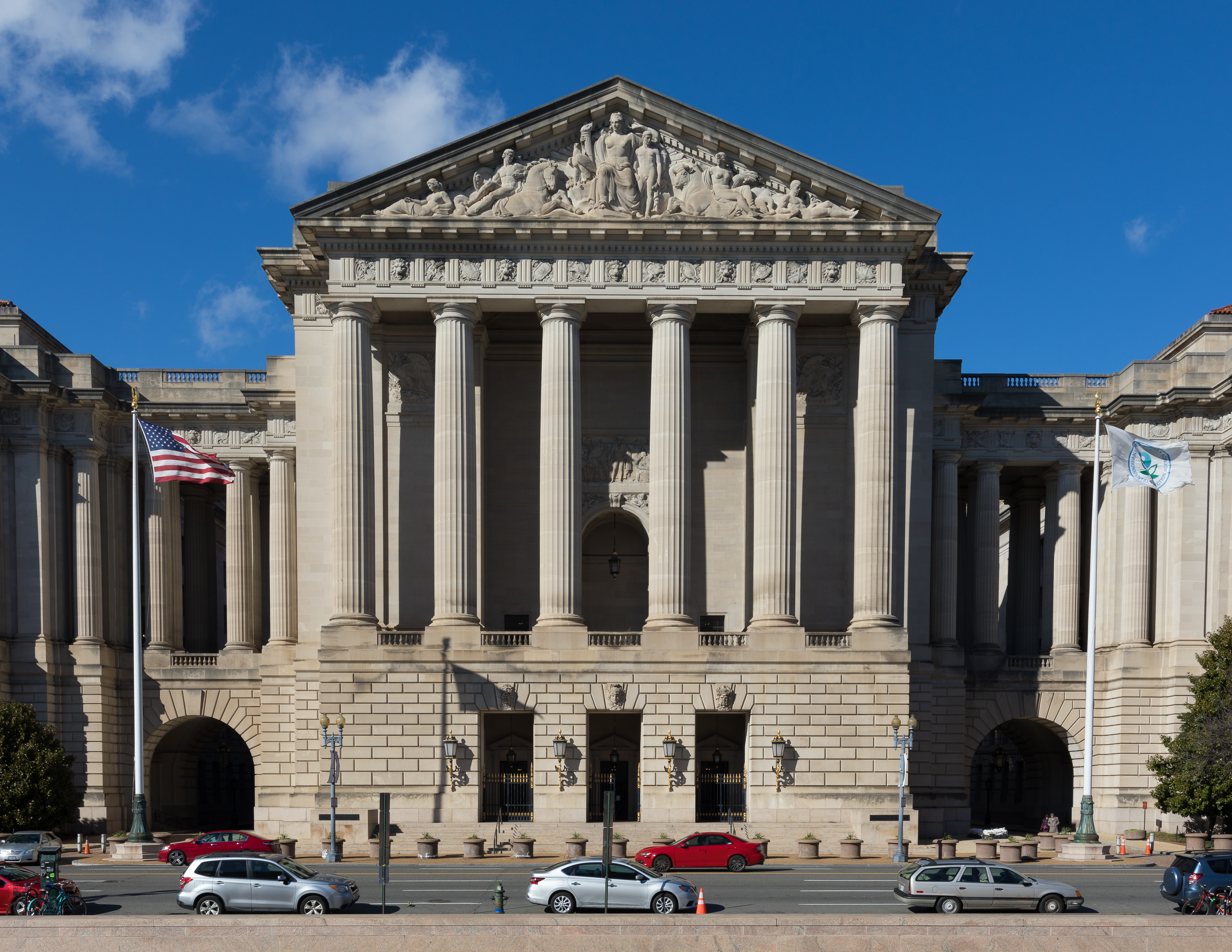
Une grande partie de la convention a lieu à l'Auditorium Andrew W. Mellon à Washington.

Le 14 août, il a été annoncé qu'une grande partie de la convention aurait lieu à l'Auditorium Andrew W. Mellon à Washington

### Comités du congrès, réunions avant le congrès

#### Comité sur la plateforme
Plutôt que d'adopter une nouvelle plate-forme de parti , les républicains ont décidé simplement de recycler leur plate-forme de parti de 2016 , y compris plusieurs références peu flatteuses au « président actuel » et des attaques contre «l'administration» (qui en 2016 faisait référence à Barack Obama et l'administration Obama). La décision a été critiquée par les militants républicains. Dans un tweet, Trump a déclaré qu'il « préférerait une plate-forme nouvelle et mise à jour, sous forme abrégée, si possible. »
Le RNC n'a pas modifié la plate-forme, publiant simplement un document d'une page déclarant son opposition à «l'administration Obama / Biden» et soutenant à la place celle du président Trump,.

#### Comité des arrangements
Le 1er août, un porte-parole de la convention républicaine a déclaré que, « Compte tenu des restrictions et limitations sanitaires en place dans l'État de Caroline du Nord, nous prévoyons que les activités de Charlotte soient fermées » pendant l'intégralité de la convention. La décision d'interdire la presse a été critiquée par l'Association des correspondants de la Maison-Blanche. Cependant, un fonctionnaire du Comité national républicain cité par l'Associated Press a indiqué qu'« aucune décision finale n'avait été prise et que les options de logistique et de couverture médiatique étaient encore en cours d'évaluation. » 
Seul un sixième des délégués (336 sur 2 550) se sont réunis physiquement à Charlotte,, avec six délégués de chaque état et territoire. Le 5 août, les planificateurs du congrès ont annoncé un certain nombre de règles de santé et de sécurité pour les délégués, les vendeurs et le personnel qui se réuniront physiquement.
Le 12 août, le président du comité de vérification des pouvoirs, Doyle Webb, a déclaré qu'un petit groupe de journalistes serait en effet autorisé à couvrir la convention officielle d'une journée et les nominations de Donald Trump et Mike Pence.

#### Réunions du Comité national républicain
Le Comité national républicain a tenu sa réunion semi-annuelle du 21 au 23 août. Il était fermé à la presse,.

## Format
L'événement de nomination a lieu à Charlotte, en Caroline du Nord, car le parti est contractuellement obligé d'y mener ses activités officielles. Seuls un peu plus de 300 délégués doivent y assister.
Les principaux discours auront lieu tous les soirs de 20h30 à 23h00 HAE. Les principaux orateurs prendront la parole après 22h00. Les discours auront lieu dans un hub central à Washington  plutôt qu'à Charlotte.

### Sélection des délégués promis
Le nombre de base de délégués promis alloués à chacun des 50 États est de 10 délégués au sens large, plus 3 délégués de district pour chaque district du Congrès. Un nombre fixe de délégués promis est alloué à Washington DC et à chacun des cinq territoires américains. Des délégués bonus sont attribués à chaque État et territoire en fonction de son élection (le cas échéant) jusqu'au 31 décembre 2019 (après les élections hors année de 2019 ): un gouverneur républicain, des majorités républicaines dans l'une ou les deux chambres de la législature de son État, un ou deux républicains au Sénat américain, ou une majorité républicaine dans sa délégation à la Chambre des représentants américaine. Un État reçoit également des délégués bonus supplémentaires s'il a porté le candidat républicain, Donald Trump, à l'élection présidentielle de 2016.

### Nombre de délégués pré-convention
Selon le plan initial, 2 550 délégués et la moitié moins de suppléants devaient assister au congrès.
Seuls 336 délégués ont pu assister à la nomination,.

#### Vote présidentiel et vice-présidentiel
La majeure partie de la convention ayant été annulée, le vote par procuration via les participants était la méthode de choix. Donald Trump, le seul candidat, a obtenu 2 550 votes certifiés (100 % du total). [réf. nécessaire]
Depuis 1988, la nomination à la vice-présidence, a été ratifiée par vote vocal. Il l'a fait à nouveau cette fois, dans le cas de Mike Pence . [réf. nécessaire]
Une fois la convention terminée, les festivités se déplaceront dans la capitale nationale et des discours, des divertissements et d'autres surprises seront présentés à partir de lieux à travers le pays.

### Emplacement du discours d'acceptation de Trump
Le 28 juillet, Donald Trump a déclaré qu'il accepterait la nomination en personne à Charlotte. Cependant, le 5 août, il a déclaré qu'il accepterait probablement la nomination républicaine de la Maison-Blanche,,. Une décision d'accepter la nomination d'un parti à la Maison-Blanche enfreindrait une norme;   l'Associated Press a noté qu'il « marquerait une utilisation sans précédent de la propriété fédérale à des fins politiques partisanes. » Les plans proposés ont également soulevé des questions juridiques en vertu de la loi Hatch, qui crée certaines interdictions sur l'utilisation des ressources publiques à des fins politiques, et la légalité du plan a été remise en question par les sénateurs républicains Ron Johnson et John Thune . Bien que le président soit exempté des restrictions de la loi Hatch, la loi s'applique aux autres employés fédéraux ; le directeur de l'éthique du Campaign Legal Center a déclaré que «tout employé fédéral qui aide à faciliter le discours d'acceptation risque de violer la loi Hatch. »  
Néanmoins, Donald Trump a tweeté qu'il avait quand même décidé de le tenir sur la pelouse de la Maison-Blanche, annonçant le 13 août qu'il avait finalisé cette décision.
Ce sera la première fois qu'un candidat républicain acceptera sa nomination à distance depuis Alf Landon en 1936. Depuis que le candidat démocrate Joe Biden a également accepté la nomination démocrate à distance (la première fois qu'un démocrate l'a fait depuis Franklin D. Roosevelt en 1944) ; 2020 sera la première élection depuis 1928 au cours de laquelle aucun des candidats des principaux partis n'acceptera sa nomination en personne.

## Programme

### Charlotte: lundi 24 août

#### Session matinale
Les travaux officiels de la Convention nationale républicaine de 2020, y compris les nominations officielles du président Trump et du vice-président Pence, ont eu lieu à Charlotte, en Caroline du Nord,,.
Les 336 délégués se sont réunis le matin à partir de 9h HAE,, après quoi les rapports du comité ont été lus et votés.
Scott Walker a placé le nom de Pence dans la nomination,, qui a été nommé par vote de voix. C'était la première fois que la nomination à la vice-présidence venait en premier. Michael Whatley , le président du Parti républicain de Caroline du Nord, a placé le nom du président dans la nomination et le sénateur de l'État de Floride Joe Gruters a appuyé la nomination. Cela a été suivi par l'appel nominal traditionnel des États.
L'appel nominal a été interrompu par les discours de Walker, du vice-président Pence et du président Trump lui-même, qui ont pris la parole pendant plus d'une heure. Tous se sont adressés à la foule en personne, après avoir pris l'avion pour Charlotte.
| Orateur | Orateur      | Position / notabilité                                               | Emplacement                                                | Remarques                                   | Citer  |
| ------- | ------------ | ------------------------------------------------------------------- | ---------------------------------------------------------- | ------------------------------------------- | ------ |
|         | Scott Walker | Ancien gouverneur du Wisconsin                                      | Charlotte Convention Center à Charlotte (Caroline du Nord) | Présentation de Mike Pence                  | ,      |
|         | Mike Pence   | Nommé pour un deuxième mandat de vice-président des États-Unis      | Charlotte Convention Center à Charlotte (Caroline du Nord) | Discours de remerciement de pré-acceptation | [ 73 ] |
|         | Donald Trump | Candidat pour un second mandat en tant que président des États-Unis | Charlotte Convention Center à Charlotte (Caroline du Nord) | Discours de rallye MAGA                     | ,      |

### Washington: du 24 au 27 août
Avec les affaires de convention officielles terminées, l'événement de divertissement de quatre nuits sera ancré à l'Auditorium Andrew W. Mellon à Washington, avec divers autres événements se déroulant dans cette ville et ailleurs.

#### 24 août: Session du soir
- Thème : Land Of Heroes[50] ; 20 h 30 à 23 h 00 EDT[50] .

Programme
- Invocation
- Serment d'allégeance
- Programme principal de la convention

| Speaker            | Speaker            | Position/notability                                                                           | Location                                     | Notes      | Cite   |
| ------------------ | ------------------ | --------------------------------------------------------------------------------------------- | -------------------------------------------- | ---------- | ------ |
|                    | Timothy Dolan      | Cardinal, Archevêque de New York                                                              | New York (État de New York)[réf. nécessaire] | Invocation |        |
|                    | Charlie Kirk       | Fondateur et président of Turning Point USA                                                   | Andrew W. Mellon Auditorium à Washington     |            | ,      |
|                    | Matt Gaetz         | Député de Floride                                                                             | Andrew W. Mellon Auditorium à Washington     |            |        |
|                    | Kimberly Klacik    | Candidate pour la Chambre des représentants des États-Unis du 7e district du Maryland         | Baltimore, Maryland[réf. nécessaire]         |            |        |
|                    | Ronna McDaniel     | Comité national républicain                                                                   | Andrew W. Mellon Auditorium à Washington     |            | [ 77 ] |
|                    | Jim Jordan         | Chambre des représentants des États-Unis pour l'Ohio                                          |                                              |            |        |
|                    | Herschel Walker    | Footballeur                                                                                   |                                              |            | [ 78 ] |
|                    | Vernon Jones       | Chambre des représentants de Géorgie (Démocrate)                                              | Andrew W. Mellon Auditorium à Washington     |            |        |
|                    | Andrew Pollack     | Père de Stoneman Douglas, victime de la fusillade de Parkland                                 | Andrew W. Mellon Auditorium à Washington     |            | [ 79 ] |
|                    | Mark McCloskey     | Saint-Louis (Missouri), couple impliqué dans un incident avec Black Lives Matter en juin 2020 | Saint-Louis (Missouri)                       |            |        |
| Patricia McCloskey |                    | Saint-Louis (Missouri), couple impliqué dans un incident avec Black Lives Matter en juin 2020 | Saint-Louis (Missouri)                       |            |        |
|                    | Kimberly Guilfoyle | Petite-amie de Donald Trump, Jr.                                                              | Andrew W. Mellon Auditorium à Washington     |            |        |
|                    | Steve Scalise      | Chambre des représentants des États-Unis pour la Louisiane                                    | Andrew W. Mellon Auditorium à Washington     |            |        |
|                    | Sean Parnell       | Vétéran de l'U.S. Army, candidat à l'U.S. House pour la Pennsylvanie 17th district            | Andrew W. Mellon Auditorium à Washington     |            |        |
|                    | Nikki Haley        | Ambassadeur des États-Unis aux Nations unies\|Andrew W. Mellon Auditorium à Washington        |                                              |            |        |
|                    | Donald Trump, Jr.  | Vice président de The Trump Organization\|Andrew W. Mellon Auditorium à Washington            |                                              | [ 80 ]     |        |
|                    | Tim Scott          | Sénateur de Caroline du Sud                                                                   | Andrew W. Mellon Auditorium à Washington     |            |        |

#### Mardi 25 août
- 20 h 30 à 23 h 00 EDT[50]
- Thème : Land Of Promise[50]

La Première Dame Melania Trump et tous les enfants adultes de Trump devraient prendre la parole,. Le gendre du président, Jared Kushner, prend également la parole.
| Orateur | Orateur           | Position / notabilité | Emplacement                                | Remarques | Citer |
| ------- | ----------------- | --- | ------------------------------------------ | --------- | ----- |
|         | Pam Bondi         | Ancien procureur général de Floride <br/> Avocat de la défense en destitution .                                                            |                                            |           | ,     |
|         | Daniel Cameron    | Procureur général du Kentucky |                                            |           |       |
|         | Abby Johnson      | Auteur pro-vie et ancien directeur de la clinique Planned Parenthood à Bryan (Texas)                                                       |                                            |           |       |
|         | Myron Lizer       | Vice-président de la Nation Navajo |                                            |           |       |
|         | Jeanette Núñez    | Lieutenant-gouverneur de Floride |                                            |           |       |
|         | Mary Ann Mendoza  | Mère de Brandon Mendoza [réf. nécessaire]                                                                                                  |                                            |           |       |
|         | Rand Paul         | Sénateur américain du Kentucky |                                            |           |       |
|         | Cris Peterson     | Auteur de livres pour enfants [réf. nécessaire]                                                                                            |                                            |           |       |
|         | Mike Pompeo       | Secrétaire d'État des États-Unis | Jérusalem ouest juive, Israël              |           | ,     |
|         | Kim Reynolds      | Gouverneur de l'Iowa |                                            |           |       |
|         | Nicolas Sandmann  | Un adolescent du Kentucky dont l'interaction avec l' activiste amérindien Nathan Phillips sur le National Mall est devenue virale en 2019. |                                            |           |       |
|         | Donald Trump, Jr. | Vice-président exécutif de l'organisation Trump et fils du candidat à la présidence                                                        | Roseraie de la Maison-Blanche à Washington |           | ,     |
|         | Eric Trump        | Vice-président exécutif de l'organisation Trump et fils du candidat à la présidence                                                        | Roseraie de la Maison-Blanche à Washington |           |       |
|         | Ivanka Trump      | Fille du candidat à la présidence et conseillère principale du président                                                                   | Roseraie de la Maison-Blanche à Washington |           |       |
|         | Melania Trump     | Première dame des États-Unis, épouse du candidat présidentiel                                                                              | Roseraie de la Maison-Blanche à Washington |           |       |
|         | Tiffany Trump     | Fille du candidat présidentiel | Roseraie de la Maison-Blanche à Washington |           |       |

#### Mercredi 26 août
- 20 h 30 à 23 h 00 EDT [50]
- Thème : Terre d'opportunité[50]

| Orateur | Orateur            | Position / notabilité                                                                                      | Emplacement                                                  | Remarques                                                   | Citer  |
| ------- | ------------------ | --- | ------------------------------------------------------------ | ----------------------------------------------------------- | ------ |
|         | Marsha Blackburn   | Sénateur américain du Tennessee                                                                            |                                                              |                                                             | [ 86 ] |
|         | Jack Brewer        | Joueur de football américain à la retraite                                                                 |                                                              |                                                             | [ 87 ] |
|         | Madison Cawthorn   | Candidat à la Chambre des représentants du 11e district de Caroline du Nord                                |                                                              |                                                             |        |
|         | Kellyanne Conway   | Conseiller du président                                                                                    |                                                              | Discours d'adieu.                                           |        |
|         | Dan Crenshaw       | Représentant des États-Unis du Texas                                                                       |                                                              |                                                             |        |
|         | Scott Dane         | Directeur exécutif de l'Associated Contract Loggers & Truckers of Minnesota                                |                                                              | À ne pas confondre avec un criminel du même nom.            | ,      |
|         | Joni Ernst         | Sénateur américain de l'Iowa                                                                               |                                                              |                                                             |        |
|         | Richard Grenell    | Ancien ambassadeur des États-Unis en Allemagne, ancien directeur par intérim du renseignement national     |                                                              |                                                             | [ 89 ] |
|         | Clarence Henderson | Président de la section de Caroline du Nord de la Frederick Douglass Foundation [réf. nécessaire]          |                                                              |                                                             |        |
|         | Keith Kellogg      | Conseiller à la sécurité nationale auprès du vice-président                                                |                                                              |                                                             |        |
|         | Kristi Noem        | Gouverneur du Dakota du Sud                                                                                |                                                              |                                                             |        |
|         | Michael McHale     | Président de l'Association nationale des organisations de police [réf. nécessaire]                         |                                                              |                                                             |        |
|         | Burgess Owens      | Ancien joueur de football professionnel et candidat à la Chambre des représentants américaine dans l' Utah |                                                              |                                                             |        |
|         | Karen Pence        | Deuxième dame des États-Unis, épouse du candidat à la vice-présidence                                      |                                                              |                                                             |        |
|         | Elise Stefanik     | Représentant des États-Unis de New York                                                                    |                                                              |                                                             |        |
|         | Lara Trump         | Porte- parole de la campagne Trump et belle-fille du président                                             |                                                              |                                                             |        |
|         | Lee Zeldin         | Représentant des États-Unis de New York                                                                    |                                                              |                                                             |        |
|         | Mike Pence         | Nommé au poste de vice-président, vice-président des États-Unis                                            | Monument national de Fort McHenry, <br/> Baltimore, Maryland | Discours d'acceptation des nominations à la vice-présidence | ,      |

#### Jeudi 27 août
- 20 h 30 à 23 h 00 EDT [50]
- Thème : Terre de grandeur[50]

| Orateur | Orateur             | Position / notabilité                                                                                          | Emplacement                               | Remarques                                              | Citer  |
| ------- | ------------------- | --- | ----------------------------------------- | ------------------------------------------------------ | ------ |
|         | Ben Carson          | Secrétaire au Logement et au Développement urbain des États-Unis                                               |                                           |                                                        | [ 86 ] |
|         | Coton Tom           | Sénateur de l'Arkansas                                                                                         |                                           |                                                        |        |
|         | Ann Dorn            | Veuve de David Dorn                                                                                            |                                           |                                                        | [ 90 ] |
|         | Rudy Giuliani       | Ancien maire de New York et ancien procureur américain pour le sud de New York                                 |                                           |                                                        |        |
|         | Franklin Graham     | Évangéliste chrétien, fils de Billy Graham                                                                     |                                           |                                                        |        |
|         | Alice Marie Johnson | Auteur et ancien prisonnier fédéral dont la peine a été commuée par le président Trump en 2018                 |                                           |                                                        |        |
|         | Kevin McCarthy      | Leader parlementaire de la minorité                                                                            |                                           |                                                        |        |
|         | Mitch McConnell     | Chef de la majorité au Sénat                                                                                   |                                           |                                                        |        |
|         | Carl Mueller        | Les parents d'un travailleur humanitaire qui a été enlevé et assassiné par l'État islamique d'Irak et de Syrie |                                           |                                                        |        |
|         | Marsha Mueller      | Les parents d'un travailleur humanitaire qui a été enlevé et assassiné par l'État islamique d'Irak et de Syrie |                                           |                                                        |        |
|         | Ja'Ron Smith        | Assistant du président sur la politique intérieure                                                             |                                           |                                                        |        |
|         | Dana White          | Président de l'UFC                                                                                             |                                           |                                                        |        |
|         | Jeff Van Drew       | Représentant américain du New Jersey                                                                           |                                           |                                                        |        |
|         | Donald Trump        | Candidat à la présidence, président des États-Unis                                                             | Pelouse de la Maison-Blanche à Washington | Discours d'acceptation de la nomination présidentielle | ,      |

## Discours notables

### Kimberly Guilfoyle
Kimberly Guilfoyle, porte-parole de la campagne Trump et petite amie du fils du président Donald Trump, Jr., s'est exprimée le premier soir de la convention.
Guifoyle a brossé un tableau sombre d'une Amérique dirigée par le candidat démocrate Joe Biden. Hurlant dans son micro, elle déclare : « Cette élection est un combat pour l’âme de l’Amérique [...] Ils [les démocrates] veulent détruire ce pays et tout ce pourquoi nous nous sommes battus et que nous chérissons [...] Amérique ! c'est elle qui est dans la balance. » 
Dans une partie de son discours, Guilfoyle a critiqué la gouvernance de la Californie, un État qui se trouve être gouverné par son ex-conjoint, le démocrate Gavin Newsom.
Guilfoyle a crié ses remarques et son discours a été par conséquent qualifié de «bruyant»,,,,. Le contenu de son discours a été qualifié de "sombre". Le discours a été critiqué par des personnalités conservatrices et libérales.

### Nikki Haley
L'ancienne ambassadrice aux Nations Unies, Nikki Haley a pris la parole lors de la soirée d'ouverture de la convention. Dans son discours, Haley a invoqué ses parents, tous deux immigrés d'Inde. Le discours de Haley a fortement soutenu la réélection de Trump.
Malgré son bilan politique modéré, Haley a tenté de lier le candidat démocrate Joe Biden à la « gauche socialiste ». Elle a également décrit la perspective d'une présidence Biden comme bénéfique pour la Chine et l'Iran.

### Donald Trump
Donald Trump a déclaré accepter la nomination de son parti, puis attaquer son adversaire démocrate Joe Biden, qu'il accuse notamment d'avoir escroqué la classe ouvrière. Celui-ci a « empoché les donations des travailleurs, les a pris dans ses bras et leur a même fait des bises — une allusion à l’habitude de Biden d’infliger à son public féminin des marques d’affection non désirées —, il leur a dit qu’il partageait leur peine, puis il est reparti à Washington pour voter la délocalisation de nos emplois en Chine ou dans d’autres pays éloignés ». Il réaffirme également que « l’Amérique est la torche qui éclaire le monde. »

## Manifestations et protestations
Dans les jours précédant la convention, des protestations ont commencé à s'élever à Charlotte.

### Contre-convention
En mai 2020, les républicains opposés à la présidence de Trump ont annoncé leur intention d'accueillir une Convention sur les principes fondateurs concurrente qui se déroulerait en même temps que la Convention nationale républicaine à Charlotte. Parmi les orateurs prévus figurent l'ancien directeur de la CIA Michael Hayden ; l'ancien directeur du FBI James Comey ; certains anciens élus républicains, dont l'ancien gouverneur du New Jersey Christine Todd Whitman, l'ancien membre du Congrès Mark Sanford, l'ancien membre du Congrès Charlie Dent et le sénateur de l'État du Nebraska John S. McCollister ; L'ancien directeur des communications de Trump, Anthony Scaramucci ; Le candidat indépendant à la présidentielle de 2016 Evan McMullin ; et plusieurs fondateurs du Lincoln Project.

### National Action Network
Le National Action Network d'Al Sharpton avait initialement obtenu les permis pour organiser une grande marche et un rassemblement de jusqu'à cent mille personnes dans le National Mall pour le 28 août  les événements antérieurs ayant eu lieu dans les jours juste avant. C'était bien avant que la convention républicaine ne soit déplacée dans la ville.

## Controverses

### Risques Covid-19 des plans de convention antérieurs
Des préoccupations en matière de sécurité ont été soulevées au sujet des projets antérieurs de tenir une convention en personne au milieu d'une pandémie. Malgré ces inquiétudes, Trump, pendant une longue période, avait résisté aux appels à la réduction de la convention,.

### Légalité de l'utilisation de la Maison-Blanche pour les activités de campagne
Certains experts et politiciens ont mis en doute la légalité de l'utilisation de la Maison-Blanche pour les discours de convention, car tout employé fédéral (exonérant le président et le vice-président eux-mêmes) qui participent à de telles activités de campagne dans un tel bâtiment gouvernemental peut violer la loi Hatch de 1939.

### Discours de Pompeo
L'opportunité de faire adresser le secrétaire d'État sortant des États-Unis, Mike Pompeo, à une convention politique a été remise en question, d'autant plus que Pompeo prononcera le discours à distance lors d'un voyage diplomatique, créant une possible violation du Hatch Act de 1939,.
Les prédécesseurs modernes de Pompeo avaient évité les conventions politiques alors qu'ils étaient secrétaire d'État. Ce discours viendra bien que Pompeo ait mis en garde d'autres diplomates contre une participation «indue» à la politique.
La panique est devenue le grand thème de 2020, une mode pleurnicheuse et sexy dont chacun revendique l’exclusivité. Mais, alors que les démocrates mettent sobrement en garde contre le racisme systémique et les dangers que M. Trump fait courir aux institutions démocratiques, ils ont été largement déclassés dans le registre de l’épouvante.

## Diffusion et couverture médiatique
Il a été annoncé le 2 août 2020 que les journalistes ne seraient pas autorisés sur place pendant les affaires des délégués à Charlotte, mais que la convention serait toutefois diffusée en direct. Cela marquerait la première fois dans l'histoire moderne que les médias n'auront pas accès à l'événement de nomination d'un grand candidat d'un parti. Cependant, le Comité national républicain a fait marche arrière, affirmant que la décision d'interdire l'entrée aux journalistes n'était pas définitive. Le 5 août, le président Trump a déclaré que la convention, en fait, serait ouverte à la presse.
Les organisateurs de la convention s'attendent à ce que les grandes chaînes de télévision diffusent en direct.
Le politologue et journaliste Thomas Frank reproche aux républicains d'avoir fondé leur convention sur le thème de la panique : « Les républicains sont les virtuoses de la peur, les grands maîtres du monde repeint en cauchemar. Remettez les démocrates aux commandes, disent-ils, et vous verrez non seulement la fin de la démocratie, mais la mort de la civilisation elle-même. Des émeutes éclateront partout, pires que celles qui ont émaillé les protestations contre les violences policières au cours de l’été. Les propriétés privées seront incendiées, les statues déboulonnées, les banlieues résidentielles blanches réduites à néant. Mais les grands médias n’en diront rien, évidemment, puisqu’ils sont hypnotisés par les sirènes du gauchisme et de l’anarchie… » 